# Pawel Szajda
Pawel B. Szajda (in polacco Paweł Szajda; Farmington, 13 gennaio 1982) è un attore statunitense.

## Carriera
Di origini polacche, Szajda inizia la sua carriera televisiva in uno spot per i Giochi della XXVI Olimpiade nel 1996.
Nel 2003 ha ottenuto un ruolo nel film Sotto il sole della Toscana dove ha ottenuto un discreto successo.
Szajda è apparso in un episodio di Hope & Faith (2004), nei film Venom (2005) e Morte senza consenso (2007) e in alcuni episodi di Blue Bloods (2011), Criminal Intent (2011), Person of Interest (2011) e White Collar (2012)
Nel 2009 ha ottenuto un ruolo nel film polacco Tatarak, presentato al 59º Festival internazionale del cinema di Berlino.

## Filmografia

### Cinema
- Sotto il sole della Toscana (Under the Tuscan Sun), regia di Audrey Wells (2003)
- Venom, regia di Jim Gillespie (2005)
- Morte senza consenso (2007)
- Tatarak, regia di Andrzej Wajda (2009)
- Wygrany, regia di Vera Chawla (2011)
- 3 Days of Normal, regia di Ishai Setton (2012)
- Il traditore tipo (Our Kind of Traitor), regia di Susanna White (2016)
- Imperium, regia di Daniel Ragussis (2016)
- Sharon Tate - Tra incubo e realtà (The Haunting of Sharon Tate), regia di Daniel Farrands (2019)

### Televisione
- Hope & Faith - serie TV, episodio 2x11 (2004)
- Generation Kill - miniserie TV, 7 episodi (2008)
- Blue Bloods - serie TV, episodio 1x12 (2011)
- Criminal Intent - serie TV, episodio 10x08 (2011)
- Person of Interest - serie TV, episodio 1x05 (2011)
- White Collar - serie TV, episodio 4x10 (2012)
- Agent Carter - serie TV, episodio 1x07 (2015)
- Dynasty - serie TV, episodio 2x01 (2018)
- FBI: International - serie TV, episodio 1x05 (2021)
- The Blacklist - serie TV, episodio 9x21 (2022)
- Dying For Sex - serie TV, 2 episodi (2025)

## Doppiatori italiani
Nelle versioni in italiano delle opere in cui ha recitato, Pawel Szajda è stato doppiato da:
- Alessandro Tiberi in Venom
- Davide Albano in Law & Order: Criminal Intent
- Alessandro Quarta in White Collar
- Stefano Sperduti in Agent Carter
- Daniele Raffaeli in Generation Kill
- Patrizio Cigliano in The Haunting of Sharon Tate
- Francesco Fabbri in Dying For Sex
- Alessio Nissolino in Law & Order - Unità vittime speciali